# Taeniophyllum kenejianum
Taeniophyllum kenejianum är en orkidéart som beskrevs av Rudolf Schlechter. Taeniophyllum kenejianum ingår i släktet Taeniophyllum och familjen orkidéer. Inga underarter finns listade i Catalogue of Life.